# Troublemaker (canção de Weezer)
"Troublemaker" (em português:  Rufia) é uma música lançada originalmente como single no iTunes do sexto álbum de estúdio da banda americana de rock alternativo Weezer, Weezer (The Red Album). Foi lançado na forma de download digital a 20 de Maio de 2008 e tornou-se no segundo single do álbum. Na semana de 26 de Julho de 2008, estreou-se no 39.º lugar da Billboard Hot Modern Rock Tracks, atingindo o 2.º lugar na mesma tabela.
Esta música foi previamente considerada para ser o primeiro single do álbum, mas por razões desconhecidas "Pork and Beans" foi escolhida para esse lugar.
Rivers Cuomo declarou que a música, para além de outras de "The Red Album", foi fortemente influenciada pelo rapper Eminem e pela sua "maneira divertida de usar rimas". Os Weezer tocaram uma versão acústica de "Troublemaker" no episódio de 30 de Maio de 2008 de Alternative Nation de Sirius Radio.
A música foi lançada na versão download para os jogos Rock Band (com "Dreamin'" e "The Greatest Man That Ever Lived (Variations on a Shaker Hymn)") e Tap Tap Revenge. A música foi também usada em publicidade televisiva para a série dramática da CBS The Mentalist que estreou em Setembro de 2008, para além de ser usada no trailer de Fired Up!. O videoclipe foi lançado a 6 de Outubro de 2008.

## Recepção
"Troublemaker" recebeu de um modo geral um feedback pobre por parte dos fãs dos Weezer mais devotos. A simplicidade da percussão repetitiva da bateria e dos acordes de guitarra são fortemente criticados pelos fãs, tal como a letra da primeira secção e do refrão da música. Contudo, alguns fãs gostam da letra após o primeiro refrão e elogiam a transição usada na música. No mercado musical, "Troublemaker" foi de alguma forma considerado como um falhanço comercial. Muitos apontam como razão o facto de se ter seguido ao anterior single dos Weezer, "Pork and Beans".

## Lista de Faixas
Download digital
| N.º | Título         | Compositor(es) | Duração |  |
| 1.  | "Troublemaker" | Rivers Cuomo   | 2:45    |  |

Remixes
| N.º | Título                                     | Compositor(es) | Duração |  |
| 1.  | "Troublemaker" (Azzido Da Bass Remix)      | Rivers Cuomo   | 5:24    |  |
| 2.  | "Troublemaker" (Azzido Da Bass Dub Remix)  | Rivers Cuomo   | 5:27    |  |
| 3.  | "Troublemaker" (Tiny Evil Remix)           | Rivers Cuomo   | 6:52    |  |
| 4.  | "Troublemaker" (Richard Vission Remix)     | Rivers Cuomo   | 4:05    |  |
| 5.  | "Troublemaker" (Richard Vission Dub Remix) | Rivers Cuomo   | 5:37    |  |
| 6.  | "Troublemaker" (Funky Monk Remix)          | Rivers Cuomo   | 6:02    |  |
| 7.  | "Troublemaker" (Baby Disaster Remix)       | Rivers Cuomo   | 3:17    |  |

## Desempenho nas tabelas
| Top                                                       | Melhor posição |
| --------------------------------------------------------- | -------------- |
| Canadá - Billboard Canadian Hot 100                       | 51             |
| Estados Unidos - Billboard Bubbling Under Hot 100 Singles | 21             |
| Estados Unidos - Billboard Hot Modern Rock Tracks         | 2              |
| Estados Unidos - Billboard Mainstream Rock Tracks         | 35             |

## Pessoal
- Rivers Cuomo — guitarra principal, vocalista
- Patrick Wilson — bateria, percussão, vocalista de apoio
- Brian Bell — guitarra, vocalista de apoio
- Scott Shriner — baixo, vocalista de apoio